# (4001) Ptolémée
(4001) Ptolémée (désignation internationale 4001 Ptolemaeus) est un astéroïde situé dans la ceinture principale, découvert par l'astronome allemand Karl Wilhelm Reinmuth le 2 août 1949.
Il a été nommé en l'honneur de Ptolémée, astronome grec du IIe siècle.